# Авила, Антониу Жозе де
Антониу Жозе де Авила, 1-й герцог Авила и Болама (порт. António José de Ávila, 1st Duke of Ávila and Bolama; 8 марта 1806, Орта (Азорские острова) — 3 мая 1881, Лиссабон) — португальский политический и государственный деятель, премьер-министр Португалии (1868, 1870–1871 и 1877–1880). Мэр Лиссабона.

## Биография
Сын Мануэла Жозе де Авилы. С пятнадцати лет изучал философию в университете Коимбры. Будучи противником абсолютистского правительства короля Мигеля I, несколько лет провёл в Париже, где изучал медицину. Во время Мигелистской войны вернулся на родину, где поддержал либералов. Стал видным и влиятельным общественным деятелем и политиком.
С 1834 по 1860 год избирался депутатом португальского парламента. Член партии картистов.
В 1868, 1870—1871 и 1877—1880 годах занимал пост премьер-министра Португалии. Работал министром финансов Португалии.

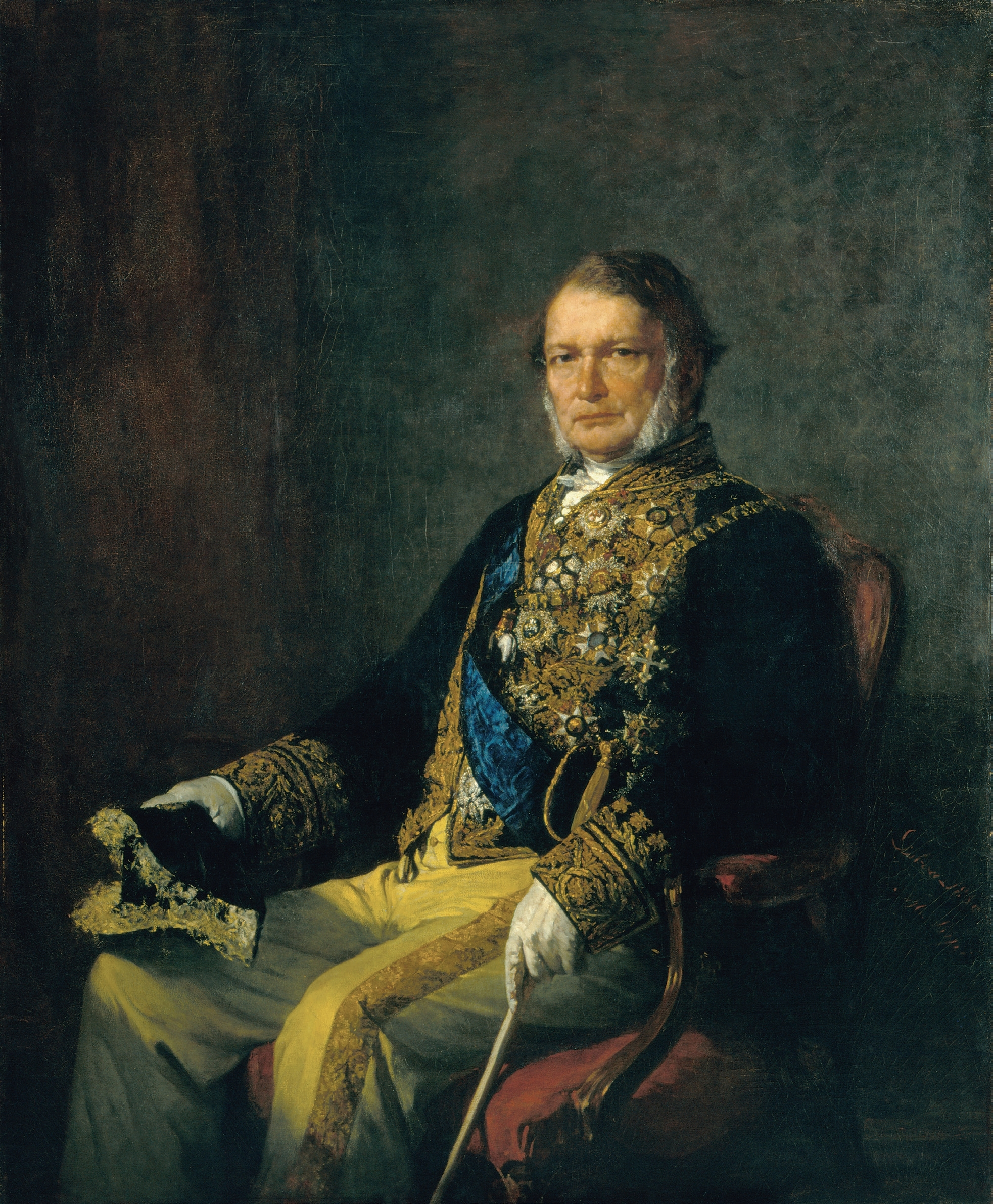
Портрет Авила

С 1864 года 1-й граф Авила, с 1870 — 1-й маркиз Авила и Болама, с 1878 — 1-й герцог Авила и Болама.